# Serbische Fußballnationalmannschaft/Weltmeisterschaften
Der Artikel beinhaltet eine ausführliche Darstellung der serbischen Fußballnationalmannschaft bei Fußball-Weltmeisterschaften, die nach der Abspaltung Montenegros von Serbien die Nachfolge der serbisch-montenegrinischen Fußballnationalmannschaft angetreten hat. Diese hatte ihrerseits nach den Jugoslawienkriegen und der Unabhängigkeit der meisten Teilrepubliken die Nachfolge der jugoslawischen Fußballnationalmannschaft angetreten, die zuvor für das Königreich Jugoslawien, die Föderative Volksrepublik Jugoslawien und die Sozialistische Föderative Republik Jugoslawien an Fußball-Weltmeisterschaften teilgenommen hatte. Die Erfolge der jugoslawischen Mannschaft wurden daher in der FIFA-Statistik zunächst der Bundesrepublik Jugoslawien, dann Serbien und Montenegro und nun Serbien zugerechnet. Sie nahm erstmals 2010 an der Qualifikation teil und erreichte dabei gleich die Endrunde. Sie konnte aber bisher nicht an die Erfolge der jugoslawischen Mannschaft anknüpfen, in der auch viele Kroaten spielten. Kroatien konnte dagegen bereits den zweiten (2018) und dritten Platz (1998) erreichen.

## Überblick

### Teilnahme an Fußball-Weltmeisterschaften (3-mal)
| Jahr | Gastgeberland | Teilnahme bis …    | Letzte(r) Gegner               | Ergebnis | Trainer          | Bemerkungen und Besonderheiten                                                       |
| ---- | ------------- | ------------------ | ------------------------------ | -------- | ---------------- | ------------------------------------------------------------------------------------ |
| 2010 | Südafrika     | Vorrunde           | Ghana, Deutschland, Australien | 23.      | Radomir Antić    |                                                                                      |
| 2014 | Brasilien     | nicht qualifiziert | –                              | –        |                  | In der Qualifikation an Belgien und Kroatien gescheitert.                            |
| 2018 | Russland      | Vorrunde           | Brasilien, Costa Rica, Schweiz | 22.      | Mladen Krstajić  |                                                                                      |
| 2022 | Katar         | Vorrunde           | Brasilien, Kamerun, Schweiz    | 29.      | Dragan Stojković | In der Qualifikation waren Portugal, Irland, Luxemburg und Aserbaidschan die Gegner. |

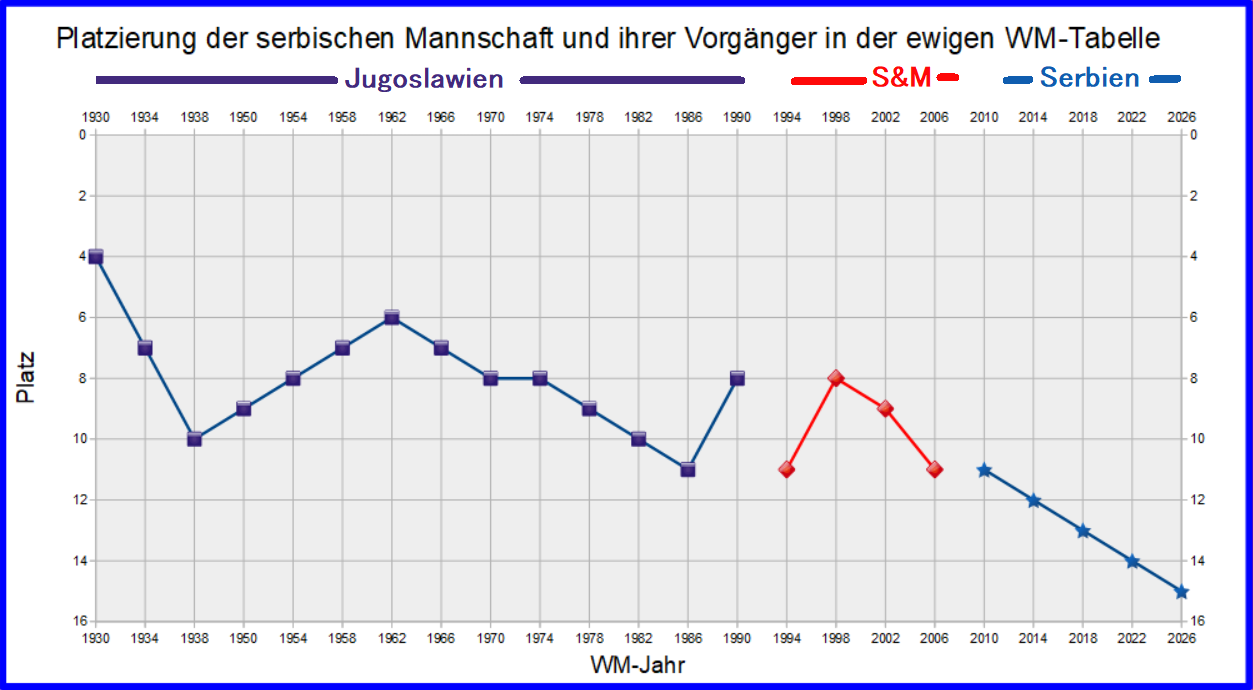
Platzierung der jugoslawischen, serbisch-montenegrinischen und serbischen Mannschaft in der ewigen WM-Tabelle

Statistik (Angaben inkl. 2022: 22 Weltmeisterschaften; Prozentangaben sind gerundet)
- Nicht qualifiziert: 1× (5 %; 2014)
- Sportliche Qualifikation: 3× (14 % bzw. bei 75 % der Versuche)
  - Vorrunde: 3× (14 %; 2010, 2018 und 2022)

#### 2010 in Südafrika

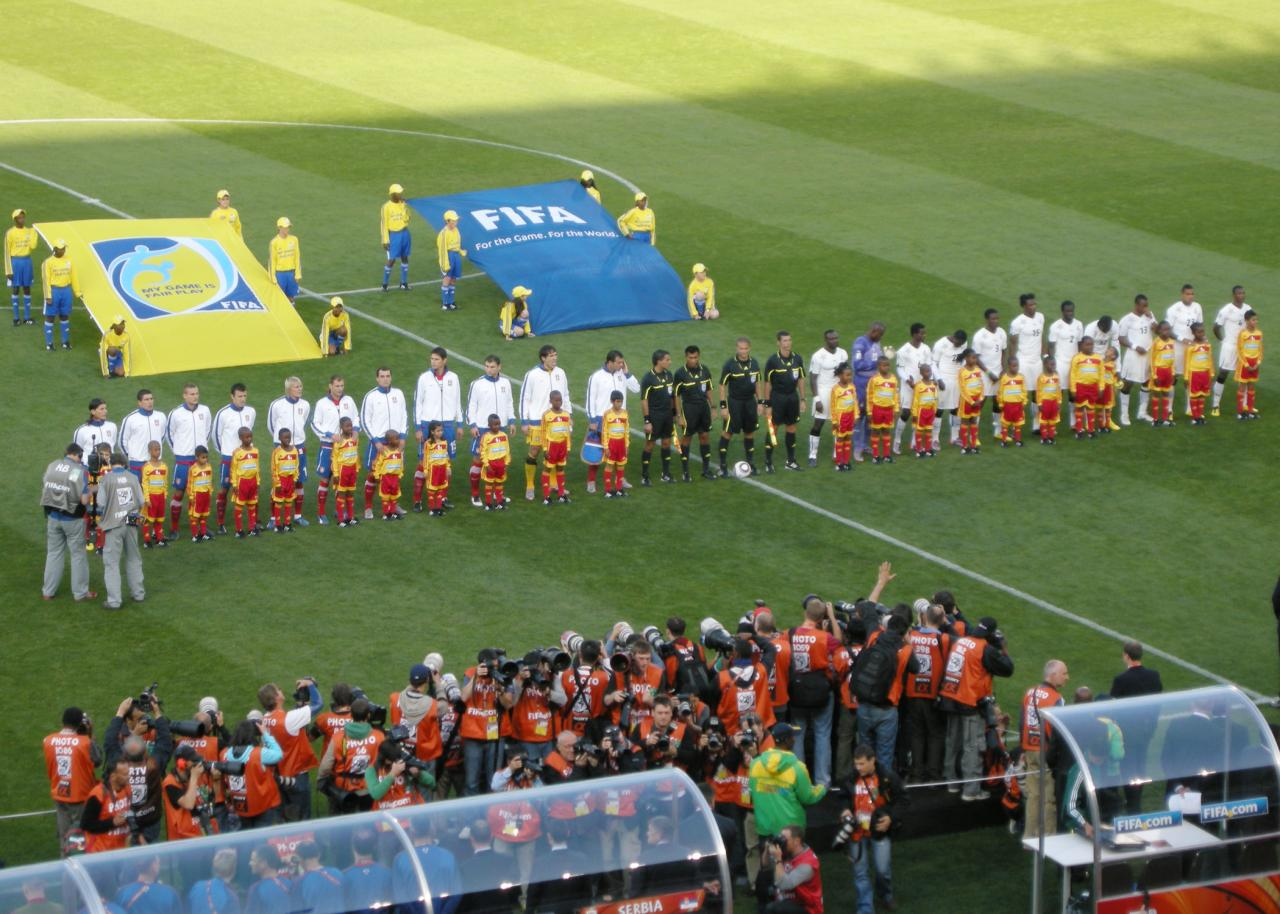
Serben und Ghanaer vor dem Anstoß zum ersten WM-Spiel der Serben

Nachdem die serbisch-montenegrinische Fußballnationalmannschaft bei der WM 2006 ihr letztes Spiel bestritten hatte, trat Serbien zunächst ohne Erfolg in der Qualifikation für die EM 2008 an, worauf Nationaltrainer Javier Clemente entlassen wurde. Da auch sein Nachfolger Miroslav Đukić wenig Erfolg hatte, wurde er 2008 entlassen. In die Qualifikation zur ersten WM in Afrika gingen die Serben dann mit Radomir Antić als Nationaltrainer. Gegner in der Qualifikation waren Vizeweltmeister Frankreich, Österreich, Litauen, Rumänien und die Färöer. Serbien setzte sich mit sieben Siegen, einem Remis und nur zwei Niederlagen als Gruppensieger durch und war damit direkt für die WM qualifiziert. Perfekt gemacht wurde die Qualifikation durch ein 5:0 gegen Rumänien am vorletzten Spieltag, so dass die 1:2-Niederlage in Litauen am letzten Spieltag verkraftet werden konnte. Frankreich musste als Gruppenzweiter in die Playoffs gegen Irland und konnte da Dank Henrys Hand das Ticket für Südafrika buchen.
In Südafrika traf die serbische Mannschaft im ersten Spiel auf Ghana und unterlag durch einen von Asamoah Gyan in der 85. Minute verwandelten Handelfmeter mit 0:1. 11 Minuten zuvor hatte Aleksandar Luković die Gelb-Rote Karte erhalten. Im zweiten Spiel gelang dann gegen Deutschland ein 1:0-Sieg durch das erste WM-Tor für Serbien durch Milan Jovanović in der 38. Minute. Dabei spielten die Serben diesmal nach der Gelb-Roten Karte für Miroslav Klose seit der 37. Minute in Überzahl und Vladimir Stojković konnte in der 60. Minute einen von Lukas Podolski geschossenen Foulelfmeter halten. Das letzte Spiel wurde dann gegen Australien mit 1:2 verloren und damit schied Serbien als bester Gruppenletzter aus. Radomir Antić blieb zunächst im Amt, wurde im September 2010 aber entlassen.

#### 2014 in Brasilien
In der Qualifikation zur zweiten WM in Brasilien mussten die Serben gegen Belgien, Kroatien, Schottland, Wales und Mazedonien antreten. Aufgrund von Sicherheitsbedenken waren bei den Spielen zwischen Serben und Kroaten keine Zuschauer der Gastmannschaft zugelassen. Die Qualifikation begannen die Serben zunächst mit Siniša Mihajlović als Nationaltrainer. Serbien konnte nur vier Spiele gewinnen, ebenso viele wurden verloren und zwei endeten remis, so dass Serbien mit 12 Punkten hinter Belgien und drei hinter Kroatien nur den dritten Platz belegte und damit ausschied. Als Serbien im September 2013 keine Chance mehr hatte, sich zu qualifizieren, wechselte Mihajlović als Trainer zu Sampdoria Genua. Belgien war als Gruppensieger zum ersten Mal nach 2002 wieder qualifiziert, Kroatien gelang über die Playoffs gegen Island ebenfalls die Qualifikation.

#### 2018 in Russland
In der Qualifikation, die im September 2016 begann, trafen die Serben, die seit Mai 2016 von Slavoljub Muslin trainiert werden, auf Wales, Österreich, Irland, Moldau und Georgien. Die Serben gewannen sechs Spiele, spielten dreimal remis und verloren nur am vorletzten Spieltag in Österreich, wodurch sie die vorzeitige Qualifikation verpassten und diese erst am letzten Spieltag durch ein 1:0 gegen Georgien sichern konnten. Von allen Gruppensiegern erreichten sie mit 21 Punkten die geringste Punktzahl und sogar die Gruppenzweiten Schweiz und Italien hatten in ihren Gruppen mehr Punkte erspielt (27 bzw. 23). Trotz der erfolgreichen Qualifikation wurde Muslin Ende Oktober 2017 entlassen. Das Amt übernahm interimsweise der frühere Nationalspieler Mladen Krstajić.
In Russland gewannen die Serben ihr Auftaktspiel gegen Costa Rica mit 1:0. Im zweiten Spiel gegen die Schweiz gingen sie in der fünften Minute in Führung, mussten dann aber in der 52. Minute den Ausgleich hinnehmen und in der 90. Minute das Tor zum 1:2-Endstand. Durch eine 0:2-Niederlage gegen Rekordweltmeister Brasilien schieden sie dann nach der Vorrunde aus.

#### 2022 in Katar
Gegner in der Qualifikation waren Portugal, Irland, Luxemburg und Aserbaidschan. Gegen Portugal gab es zuvor sechs EM-Qualifikationsspiele, von den drei verloren wurden und drei 1:1 endeten und nur die Portugiesen konnten sich jeweils qualifizieren. Gegen Irland wurden von zuvor fünf Spielen zwei gewonnen und drei endeten. In der Qualifikation für die letzte WM 2018 gab es einen Sieg und ein Remis, wodurch die Serben vor den Iren Gruppensieger wurden. Gegen Luxemburg gab es in der Qualifikation für die EM 2021 zwei Siege, die den Serben aber nicht reichten, um die Endrunde zu erreichen. Gegen Aserbaidschan gab es zwei Siege in der Qualifikation für die EM 2008 und 2015 ein gewonnenes Freundschaftsspiel. Die Serben starteten im März 2021 mit einem 3:2-Heimsieg gegen Irland, einem 2:2 daheim gegen Portugal und einem 2:1-Sieg in Aserbaidschan. Im September wurde die Qualifikation mit einem 4:1-Sieg gegen Luxemburg und einem 1:1 in Irland fortgesetzt. Im Oktober erreichten sie ein 1:0 in Luxemburg und ein 3:1 gegen Aserbaidschan. Am 14. November kam es dann zum Gruppenendspiel in Portugal, wobei den Portugiesen ein Remis zum Gruppensieg gereicht hätte. Nach zwei Minuten gingen sie auch in Führung, die Dušan Tadić 30 Minuten später ausgleichen konnte. Dabei blieb es bis zur 90 Minute, dann gelang dem zur zweiten Halbzeit eingewechselten Rekordtorschützen Aleksandar Mitrović noch der Siegtreffer für die Serben, womit sie die Portugiesen von Platz 1 verdrängten und sich direkt für die Endrunde qualifizierten.
Bei der Endrunde trafen die Serben, wie 2018 auf Brasilien, die Schweiz und erstmals in einem Pflichtspiel, auf Kamerun. Nach einer 0:2-Auftaktniederlage gegen Brasilien und einem 3:3-Unentschieden gegen Kamerun verlor Serbien auch das dritte Gruppenspiel gegen die Schweiz knapp mit 2:3. Damit schied die Mannschaft mit nur einem Punkt als Gruppenletzter wie schon bei den vergangenen Weltmeisterschaften bereits in der Vorrunde aus.

#### 2026 in Kanada, Mexiko und USA
In der Qualifikation treffen die Serben ab Juni 2025 auf England, Albanien, erstmals Lettland und erstmals Andorra. Während die Gegner bereits im März die ersten Qualifikationsspiele bestreiten, standen für die Serben noch die Relegationsspiele um den Verbleib in Liga A der UEFA Nations League gegen Österreich an, in denen sie sich mit 1:1 und 2:0 durchsetzten.

## Rangliste der serbischen WM-Spieler mit den meisten Einsätzen
Serbien stellte neben Kroatien immer die meisten Spieler für die WM-Kader der jugoslawischen Mannschaft. Montenegrinische Spieler spielten weder im Kader Jugoslawiens noch von Serbien & Montenegro eine Rolle. Simon Vukčević, zeitweise Rekordnationalspieler Montenegros, bestritt zwar auch fünf Länderspiele für Serbien & Montenegro, aber nicht bei einer WM. Der erste WM-Kader Jugoslawiens 1930 war im Prinzip auch ein rein serbischer Kader, da es im jugoslawischen Verband bereits einige Zeit vor dem Turnier Streitigkeiten zwischen serbischen und kroatischen Funktionären gab. Weil der Sitz des Verbandes von Zagreb nach Belgrad verlegt wurde, weigerte sich der regionale Verband Zagrebs, der sowieso gegen eine WM-Teilnahme war, die Meisterschaft wegen der WM zu unterbrechen bzw. zu verschieben. Dieser Weigerung schlossen sich kurz darauf die Verbände von Split, Sarajevo und Subotica an. Daher wurden für das erste WM-Turnier nur serbische Spieler nominiert sowie drei Spieler, die in Frankreich spielten. Erst danach standen auch Spieler aus Kroatien in den jugoslawischen WM-Kadern.
01. Dragoslav Šekularac, Dejan Stanković (davon 6 Spiele für Serbien und Montenegro), Dragan Stojković (davon 5 Spiele für Jugoslawien und vier Spiele für Serbien und Montenegro) und Ivica Šurjak – 9 Einsätze bei 2 Turnieren
05. Safet Sušić und Zlatko Vujović – 8 Einsätze bei 2 Turnieren
07. Vujadin Boškov – 7 Einsätze bei 2 Turnieren
08. Jovan Aćimović, Vladimir Durković, Milan Galić, Nikola Milenković, Sergej Milinković-Savić, Miloš Milutinović, Rajko Mitić, Aleksandar Mitrović, Vladica Popović, Milutin Šoškić, Branko Stanković, Vladimir Stojković und Dušan Tadić – 6 Einsätze bei 2 Turnieren
21. Vladislav Bogićević, Dragoljub Brnović, Dragan Džajić, Branislav Ivanović, Fahrudin Jusufi, Aleksandar Kolarov, Filip Kostić, Savo Milošević, Ilija Petković, Vladimir Petrović, Nemanja Radonjić, Dejan Savićević (davon 3 Spiele für Jugoslawien und 2 für Serbien und Montenegro), Predrag Spasić und Nikola Žigić (davon 2 Spiele für Serbien und Montenegro) – 5 Einsätze bei einem oder zwei Turnieren
Anmerkung: Kursiv gesetzte Spieler spielten nur für Jugoslawien (vor 1998).

## Rangliste der serbischen WM-Spieler mit den meisten WM-Toren
01. Ivan Bek, Milan Galić, Aleksandar Mitrović (alle 3 für Serbien), Dragan Stojković (davon 2 für Jugoslawien und eins für Serbien und Montenegro) und Todor Veselinović – je 3 Tore
06. Stanislav Karasi, Slobodan Komljenović (beide Tore für Serbien und Montenegro), Aleksandar Petaković, Ivica Šurjak, Kosta Tomašević, Đorđe Vujadinović – je 2 Tore
Anmerkung: Kursiv gesetzte Spieler erzielten die Tore nur für Jugoslawien (vor 1998). Für Serbien erzielte bisher nur Aleksandar Mitrović mehr als ein WM-Tor.

## WM-Kapitäne
- 1930: Milutin Ivković (für Jugoslawien)
- 1950: Rajko Mitić (für Jugoslawien)
- 1954: Rajko Mitić (für Jugoslawien)
- 1962: Milan Galić (ab 2. Spiel, für Jugoslawien)
- 1974: Dragan Džajić, Jovan Aćimović (Spiel gegen Polen) (beide für Jugoslawien)
- 1998: Dragan Stojković (in 3 Spielen ausgewechselt) (für die BR Jugoslawien)
- 2006: Savo Milošević (1. und 2. Spiel), Dejan Stanković (3. Spiel) (beide für Serbien & Montenegro)
- 2010: Dejan Stanković
- 2018: Aleksandar Kolarov
- 2022: Dušan Tadić

## Bei Weltmeisterschaften gesperrte Spieler
- 2010: Aleksandar Luković erhielt im ersten Gruppenspiel gegen Ghana die Gelb-Rote Karte und war für das zweite Gruppenspiel gesperrt. Im letzten Gruppenspiel erhielt er noch eine Gelbe Karte. Da Serbien ausschied, hatte diese keine weitere Wirkung mehr auf das Turnier.
- 2022: Nemanja Gudelj, Saša Lukić, Nikola Milenković und Strahinja Pavlović erhielten im dritten Gruppenspiel gegen die Schweiz ihre zweite Gelbe Karte. Da Serbien ausschied, hatten diese keine weiteren Auswirkungen mehr auf das Turnier.

## Anteil der im Ausland spielenden Spieler im WM-Kader
Bereits im ersten Kader der Serben stellten Legionäre das Hauptkontingent. Nur Radosav Petrović (1 Spiel) und Dragan Mrđa (kein Einsatz) spielten in Serbien.
| Jahr (Spiele) | Anzahl (Länder) | Spieler (Einsätze) |
| ------------- | --- | --- |
| 2010 (3)      | 21 (1 in Belgien, 5 in Deutschland, 4 in England, 3 in Italien, 1 in den Niederlanden, 1 in Polen, 1 in Portugal, 2 in Russland, 2 in Spanien, 1 in der Ukraine) | Milan Jovanović (3); Gojko Kačar (1), Zdravko Kuzmanović (3), Antonio Rukavina (0), Neven Subotić (2), Zoran Tošić (1); Branislav Ivanović (3), Nenad Milijaš (1), Vladimir Stojković (3), Nemanja Vidić (3); Aleksandar Kolarov (2), Aleksandar Luković (2), Dejan Stanković (3); Marko Pantelić (2); Bojan Isailović (0); Anđelko Đuričić (0); Miloš Krasić (3), Danko Lazović (3); Ivan Obradović (1), Nikola Žigić (3); Miloš Ninković (1)                                                                        |
| 2018 (3)      | 20 (1 in Belgien, 3 in Deutschland, 5 in England, 1 in Griechenland, 1 in Israel, 4 in Italien, 1 in Portugal, 1 in Russland, 2 in Spanien, 1 in der Türkei)     | Uroš Spajić; Luka Jović (1), Filip Kostić (3), Miloš Veljković (1); Marko Grujić, Nemanja Matić (3), Luka Milivojević (2), Aleksandar Mitrović (3), Dušan Tadić (3); Aleksandar Prijović (1); Predrag Rajković; Aleksandar Kolarov (3), Adem Ljajić (3), Nikola Milenković (3), Sergej Milinković-Savić (3); Andrija Živković (1); Branislav Ivanović (2); Marko Dmitrović, Antonio Rukavina (2); Duško Tošić (2) |
| 2022 (3)      | 25 (1 in Deutschland, 1 in England, 1 in Griechenland, 11 in Italien, 1 in den Niederlanden, 1 in Österreich, 1 in Polen, 2 in Portugal, 6 in Spanien)           | Miloš Veljković (3); Aleksandar Mitrović (3); Andrija Živković (3); Filip Đuričić (2), Ivan Ilić (1), Luka Jović (1), Filip Kostić (2), Darko Lazović (1), Saša Lukić (3), Nikola Milenković (3), Sergej Milinković-Savić (3), Vanja Milinković-Savić (3), Nemanja Radonjić (3), Dušan Vlahović (2); Dušan Tadić (3); Strahinja Pavlović (3); Filip Mladenović (1); Marko Grujić (1), Uroš Račić; Srđan Babić (1), Marko Dmitrović, Nemanja Gudelj (2), Nemanja Maksimović (3), Stefan Mitrović (1), Predrag Rajković |

## Spiele
Serbien bestritt bisher neun WM-Spiele. Davon wurden zwei gewonnen, sechs verloren und eins endete remis.
Die Mannschaft nahm dabei nicht am Eröffnungsspiel teil, spielte nicht gegen den Gastgeber, Titelverteidiger oder späteren Weltmeister oder WM-Neulinge.
2022 spielten die Serben zum zweiten Mal gegen Brasilien und die Schweiz.
| Alle WM-Spiele |            |          |             |   |                        |              |                                     |
| Nr.            | Datum      | Ergebnis | Gegner      |   | Austragungsort         | Anlass       | Bemerkung                           |
| 1              | 13.06.2010 | 0:1      | Ghana       | * | Tshwane/Pretoria (ZAF) | Vorrunde     | Erstes Länderspiel gegen Ghana      |
| 2              | 18.06.2010 | 1:0      | Deutschland | * | Port Elizabeth (ZAF)   | Vorrunde     |                                     |
| 3              | 23.06.2010 | 1:2      | Australien  | * | Nelspruit (ZAF)        | Vorrunde     | Erstes Länderspiel gegen Australien |
| 4              | 17.06.2018 | 1:0      | Costa Rica  | * | Samara (RUS)           | Gruppenspiel | Erstes Spiel gegen Costa Rica       |
| 5              | 22.06.2018 | 1:2      | Schweiz     | * | Kaliningrad (RUS)      | Gruppenspiel | Erstes Spiel gegen die Schweiz      |
| 6              | 27.06.2018 | 0:2      | Brasilien   | * | Moskau (RUS)           | Gruppenspiel |                                     |
| 7              | 24.11.2022 | 0:2      | Brasilien   | * | Lusail (QAT)           | Gruppenspiel |                                     |
| 8              | 28.11.2022 | 3:3      | Kamerun     | * | al-Wakra (QAT)         | Gruppenspiel |                                     |
| 9              | 02.12.2022 | 2:3      | Schweiz     | * | Doha (QAT)             | Gruppenspiel |                                     |

### Höchste Siege und Niederlagen
Die Mannschaft erzielte ihre höchsten Siege gegen folgende Länder bei WM-Turnieren:
- Costa Rica: Vorrunde 2018 - 1:0 (einziges Spiel gegen Costa Rica)
- Deutschland: Vorrunde 2010 - 1:0 (einziger Sieg gegen Deutschland)

Gegen folgende Länder kassierte die Mannschaft ihre höchsten Niederlagen bei WM-Turnieren:
- Australien: Vorrunde 2010 - 1:2 (einzige Niederlage gegen Australien)
- Brasilien: Vorrunde 2018 & 2022 - 0:2
- Ghana: Vorrunde 2010 - 0:1 (einziges Spiel gegen Ghana)
- Schweiz: Vorrunde 2018 & 2022 - 1:2 und 2:3 (einzige Spiele gegen die Schweiz)